# Карликовый мышевидный опоссум
Карликовый мышевидный опоссум, или энеева мышь, или обыкновенный мышиный опоссум (Marmosa murina) — млекопитающее семейства опоссумов инфракласса сумчатых.

## Внешний вид и строение
Окрас верхней стороны тела желтовато-серый, нижней — светлее. Общая длина до 31 см, из них на голый хватательный хвост приходится около 18 см. Выводковой сумки нет.

## Распространение и образ жизни
Карликовый мышевидный опоссум водится в Южной Америке между Амазонкой и Ориноко. Ведёт ночной древесный образ жизни.

## Питание
Карликовый мышевидный опоссум всеяден, но предпочитает плоды и насекомых.

## Размножение
В помёте до 15 детенышей. Сначала они висят на сосках, потом «ездят» у самки на спине.